# David Sedaris
David Raymond Sedaris (Johnson City, 26 de diciembre de 1956) es un escritor, humorista y colaborador de radio estadounidense. Sus libros consisten principalmente en colecciones de ensayos humorísticos autobiográficos que han sido publicados también en revistas como The New Yorker. Es hermano de la actriz Amy Sedaris.

## Biografía y vida personal
David Sedaris nació en 1956 en el estado de Nueva York, Estados Unidos. Sus padres, Sharon Elizabeth y Louis Sedaris, tuvieron otros cinco hijos: Lisa, Gretchen, Amy, Tiffany y Paul. Durante su infancia, Sedaris creció en Raleigh, Carolina del Norte, en donde su padre trabajaba como ingeniero en IBM.
Sedaris estudió en la Universidad de Carolina Occidental en 1975 por un año y posteriormente se transfirió a la Universidad Estatal de Kent en 1977, pero no terminó sus estudios y decidió viajar por Estados Unidos, tomando diferentes trabajos para mantenerse. En 1983 se mudó a Chicago para estudiar en la Escuela del Instituto del Arte de Chicago, de donde se graduó en 1987.
Su madre murió de cáncer en 1991. y su hermana Tiffany se suicidó en 2013 tras años de problemas de adicción y de salud mental. Su padre, con quien tuvo siempre una relación difícil y combativa, murió en 2021
Sedaris vive actualmente en Rackham, Sussex Occidental, Inglaterra, con su pareja desde hace casi treinta años, Hugh Hamrick.

## Carrera
David Sedaris comenzó a leer sus diarios en público cuando vivía en Chicago. Ira Glass, entonces locutor de radio para WBEZ, lo escuchó en un club llamado Lower Links y lo invitó a participar en el programa de radio The Wild Room. Su carrera comenzó a ascender cuando fue invitado a participar en el programa de radio Morning Edition para NPR en 1992; En su primera participación en el programa, producida por Ira Glass, Sedaris leyó una historia llamada SantaLand Diaries, basada en sus experiencias de cuando trabajó en una temporada navideña como elfo en Macy's. SantaLand Diaries tuvo tal éxito entre la audiencia que convirtió a Sedaris en un "pequeño fenómeno" y a partir de entonces se volvió colaborador mensual para el programa de radio, en donde tenía un segmento con historias basadas en sus diarios recibió además una oferta la editorial Little, Brown and Company para publicar sus historias
En 1994, Sedaris publicó Barrel Fever, su primera colección de historias y ensayos. En 1995 comenzó a publicar sus ensayos en The New Yorker y Esquire, además de que se convirtió en colaborador frecuente en el programa de radio This American Life, producido también por Ira Glass.
En 1997 publicó los libros Naked y Holidays on Ice. A éstos le siguió Me Talk Pretty One Day (2000), un libro de ensayos autobiográficos que escribió en siete meses mientras vivía en Francia y que recibió excelentes críticas, además de que llegó a las listas de los libros de no ficción más vendidos. Por este libro, Sedaris recibió el Premio Thurber de Humor Americano.
Sus siguientes libros fueron Vestido de domingo (Dress Your Family in Corduroy and Denim), publicado en 2004 y que llegó a la posición número uno en la lista del New York Times de los libros de no ficción más vendidos en junio de ese año, y Cuando te envuelvan las llamas (When You Are Engulfed in Flames), publicado en 2008.
Calypso, publicado en 2018, consta de 21 ensayos, menos de la mitad de los cuales no habían sido publicados anteriormente en otros medios. Este libro es considerado más oscuro, triste y crudo que otros de sus trabajos considerados más cómicos. En él, Sedaris habla, entre otras cosas, sobre el suicidio de su hermana Tiffany, el alcoholismo de su madre y su difícil relación con su padre
En 2022, Sedaris publicó Happy-Go-Lucky, otra serie de ensayos autobiográficos. En él, trata nuevamente sobre su relación con su padre y los últimos meses de vida de éste, así como del tiempo que pasó en confinamiento debido a la pandemia de COVID-19 y los subsecuentes cambios con los que se encuentra cuando vuelve de gira por Estados Unidos tras el fin del confinamineto.
El estilo de Sedaris se caracteriza por ser mayoritariamente autobiográfico, en donde combina el humor con observaciones de los comportamientos de la gente con la que se relaciona. Escribe frecuentemente sobre su familia, su relación con sus hermanos y con su padre
Sedaris sale de gira constantemente para leer fragmentos de sus libros. y suele llenar los teatros y librerías en los que se presenta

## Obra literaria
Colecciones de historias y ensayos
- Barrel Fever (1994)
- Naked (1997)
- Holidays on Ice (1997)
- Me Talk Pretty One Day (2000)
- Vestido de domingo (Dress Your Family in Corduroy and Denim), trad. Toni Hill (Blackie Books, 2004)
- Cuando te envuelvan las llamas (When You Are Engulfed in Flames), trad. Victoria Alonso Blanco (Literatura Random House, 2008)
- Squirrel Seeks Chipmunk: A Modest Bestiary (2010)
- Let's Explore Diabetes With Owls (2013)
- Theft by Finding: Diaries (1977–2002) (2017)
- Calypso, trad. Jorge de Cascante (Blackie Books, 2018)
- A Carnival of Snackery: Diaries (2003–2020) (2021)
- Happy-Go-Lucky (2022)

Como editor
- Children Playing Before a Statue of Hercules (2005), antología de historias de sus autores favoritos[24]

Obras de teatro, junto con Amy Sedaris bajo el nombre The Talent Family:
- Stump the Host
- Stitches
- One Woman Shoe
- Incident at Cobbler's Knob
- The Book of Liz

## Premios y reconocimientos
- Obie Award for Special Citations por One Woman Shoe, (junto con Amy Sedaris) (1995)[26]
- Thurber Prize for American Humor por Me Talk Pretty One Day (2001)[27]
- Nombrado "Humorista del Año" por la revista Time (2001)[28]
- Doctorado honoris causa por la Universidad de Binghamton (2008)[28]
- Nominaciones a un Premio Grammy:[29]
  - Mejor álbum hablado por Dress Your Family in Corduroy and Denim (2004)
  - Mejor álbum de comedia por David Sedaris: Live at Carnegie Hall (2004)
  - Mejor álbum hablado por When You Are Engulfed in Flames (2008)
  - Mejor álbum hablado por Let's Explore Diabetes With Owls (2013)
  - Mejor álbum hablado por Calypso (2018)

- Premio Literario Internatcional Jonathan Swift por Sátira y humor (2018)[30]
- Premio Terry Southern por Humor (2018)[31]
- Medalla de la American Academy of Arts and Letters (2018)[32]